# Elmar Grabherr

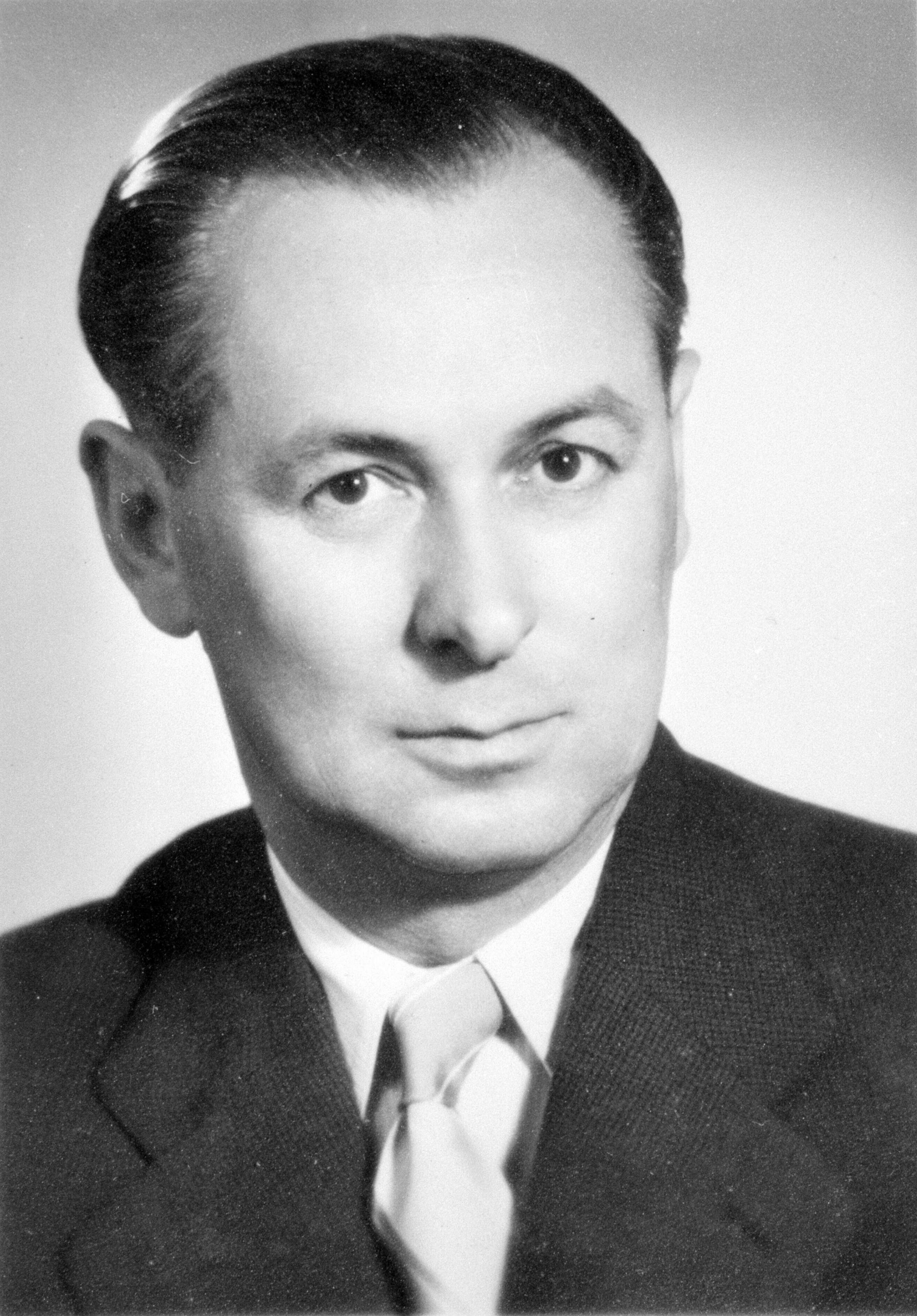
Elmar Grabherr

Elmar Grabherr (* 10. Oktober 1911 in Bludenz; † 10. Juni 1987 in Bregenz) war ein österreichischer Jurist und Verwaltungsbeamter.

## Leben
Elmar Grabherr war der Sohn eines Hauptschuldirektors. Er besuchte das Gymnasium Feldkirch und machte ab 1930 das Studium der Rechts- und Staatswissenschaften an der Rechtswissenschaftlichen Fakultät der Universität Wien, das er 1936 mit der Promotion zum Dr. iur. abschloss.
Dann trat er in den Dienst der Vorarlberger Landesregierung. Nach der Angliederung Vorarlbergs an den Reichsgau Tirol-Vorarlberg wurde Grabherr in die Behörde des Reichsstatthalters übernommen, wo er von 1943 bis 1945 in Bozen die Personalverwaltung der „Operationszone Alpenvorland“ leitete.
Kurz vor Kriegsende kehrte Grabherr nach Vorarlberg zurück, um fortan in der Landesverwaltung eine führende Stellung einzunehmen, zuletzt von 1955 bis 1976 als Landesamtsdirektor.
Seit 1930 war er Mitglied der katholischen Studentenverbindung KaV Norica Wien.

## Wirken
1961 versuchte er, mit einem Rundschreiben an alle Dienststellen und nachgeordneten Behörden des Landes, dem sogenannten Alemannenerlass, das Prinzip der „landsmannschaftlichen Herkunft“ durchzusetzen, um zu erreichen, dass „bodenständige“ Vorarlberger bei Postenbesetzungen und der Vergabe von Förderungen bevorzugt werden.
Grabherrs außerberufliches Interesse galt der Geschichte Vorarlbergs. Er förderte die (problematische und in Teilen überholte) „Geschichte Vorarlbergs“ von Benedikt Bilgeri und verfasste selbst eine volkstümliche „Vorarlberger Geschichte“. Der Verein für Geschichte des Bodensees und seiner Umgebung ernannte ihn 1968 zum Ehrenmitglied.

## Kritik
Nach Grabherrs Tod entspann sich eine teilweise polemisch gefärbte Kontroverse über seine Verstrickung in den Nationalsozialismus – er hatte als Beamter des Reichsgaus Tirol-Vorarlberg am 23. März 1939 die Aufnahme in die NSDAP beantragt, war zum 1. Januar 1941 aufgenommen worden (Mitgliedsnummer 9.672.831) und bewegte sich im Umfeld des Gauleiters Franz Hofer – und das Nachwirken nationalsozialistischer Überzeugungen in seinem späteren Denken und Handeln.

## Schriften (Auswahl)
- Vorarlberger Geschichte. Eine volkstümliche Darstellung. Bregenz 1986.